# Szúnyoglábú bibircsvirág
A szúnyoglábú bibircsvirág (Gymnadenia conopsea) a kosborfélék családjába tartozó, Eurázsiában honos, réteken, erdőkben előforduló, Magyarországon védett növényfaj.

## Megjelenése
A szúnyoglábú bibircsvirág 20-60 cm magas, lágyszárú, évelő növény. Ikergumói a talajban találhatók. Általában két (esetenként 1-5) tőlevele szálas-lándzsás, 15-20 cm hosszú és 1-2 cm széles. A száron 6-12 további kisebb, szálas levél helyezkedik el. A virágzat murvalevelei zöldek, 0,9-2 cm hosszúak, 0,2-0,4 cm szélesek.  
Május-júliusban virágzik. Virágzata laza vagy tömöttebb, rövidebb vagy megnyúlt, 30-50 rózsaszín vagy halvány bíborvörös (néha akár fehér), illatos virágból álló fürt. A külső lepellevelek (szirmok) hossza 4-8 mm, szélessége 2,5-4 mm; a belsőké 4-7 mm, illetve 3-5 mm. A tompa csúcsú lepellevelek közül kettő oldalra eláll, három sisakszerűen összeborul. A mézajak 4,5-7,54 mm hosszú és 5-9 mm széles, háromosztatú, a lebenyek nagyjából egyforma szélesek. Vékony, fonálszerű sarkantyúja 1,4-1,9 cm hosszú, ívesen lefelé görbül, csúcsa kihegyezett (szúnyoglábszerű – erről kapta a nevét).  
Termése 5-7 mm hosszú, 2-3 mm széles toktermés, benne átlagosan 2900 (1500-5900) apró maggal.

### Hasonló fajok
A sűrűvirágú bibircsvirág virágzata hosszabb, tömöttebb, sarkantyúja rövidebb. Sokiág egy fajba sorolták őket.

## Elterjedése
Eurázsiai elterjedtségű faj, Európától (ahol a mediterrán térségből jórészt hiányzik és 2800 méter magasságig hatol) Szibérián keresztül egészen Japánig és Dél-Kínáig megtalálható. Magyarországon inkább a magasabb hegyvidékek (állományainak 37%-a) és a síkvidék (33%) növénye. domb- és hegyvidéki növény, ritkábban (állományai mintegy 12%-ában) síkságon is megtalálható. Az Északi-középhegységben (a Mátrában ritka), a Duna-Tisza-közén, a Pilisben, a Bakonyban, Sopron környékén vannak jelentősebb állományai. 

## Életmódja
Lápréteken, hegyi lápokon, kaszálókon, szőrfűgyepekben, bokorerdőkben, száraz tölgyesekben, gesztenyésekben, homoki réteken él. A talaj kémhatására nem érzékeny, élőhelyein pH 5,0-8,0 között mérték.    
Hajtásai a csírázás után 2-3 évvel jelennek meg a felszínen (újabban megfigyeltek 20 hónapos latenciát is). Az élettartamára vonatkozó információk eltérőek: Norvégiában mindössze 3-6 év és csak egyszer virágzott, míg Oroszországban 25-30 évig is elélnek.  
Erősen mikotróf, fejlődéséhez feltétlenül szüksége van a gombaszimbionta jelenlétére, különösen életciklusa elején. Gyökerében a gombainfekció intenzitása 50-75%. A gombapartner általában Tulasnella és Ceratobasidium, ritkábban Leptodontidium, Tetraclaudium, Russula.   
Levelei március-áprilisban jelennek meg. Május közepétől július közepéig virágzik, középnapja június 16. Megporzásáról nappali csüngőlepkék, bagolylepkék, busalepkék, szenderek gondoskodnak. A megtermékenyülés hatékonysága 65-98% közötti. Vegetatív szaporodását a gumó sérülése esetén figyelték meg. Magyarországról ismert az illatos bibircsvirággal alkotott hibridje, de más orchideanemzetségekkel is hibridizálódhat (Pseudorchis, Nigritella, Dactylorhiza).   

## Természetvédelmi helyzete
A szúnyoglábú bibircsvirág nagy területen elterjedt és helyenként gyakori is lehet, bár az utóbbi időben egyes populációi visszaszorultak. A Természetvédelmi Világszövetség Vörös listáján "nem fenyegetett" státusszal szerepel. Elsősorban élőhelyei elvesztése, a rétek beerdősülése jelent fenyegetést számára. Magyarországon eddig összesen 164, 1990 óta 123 állományát mérték fel, visszaszorulása 25%-os. Teljes hazai egyedszáma százezres nagyságrendőre becsült. 1982 óta védett, természetvédelmi értéke 10 000 Ft.

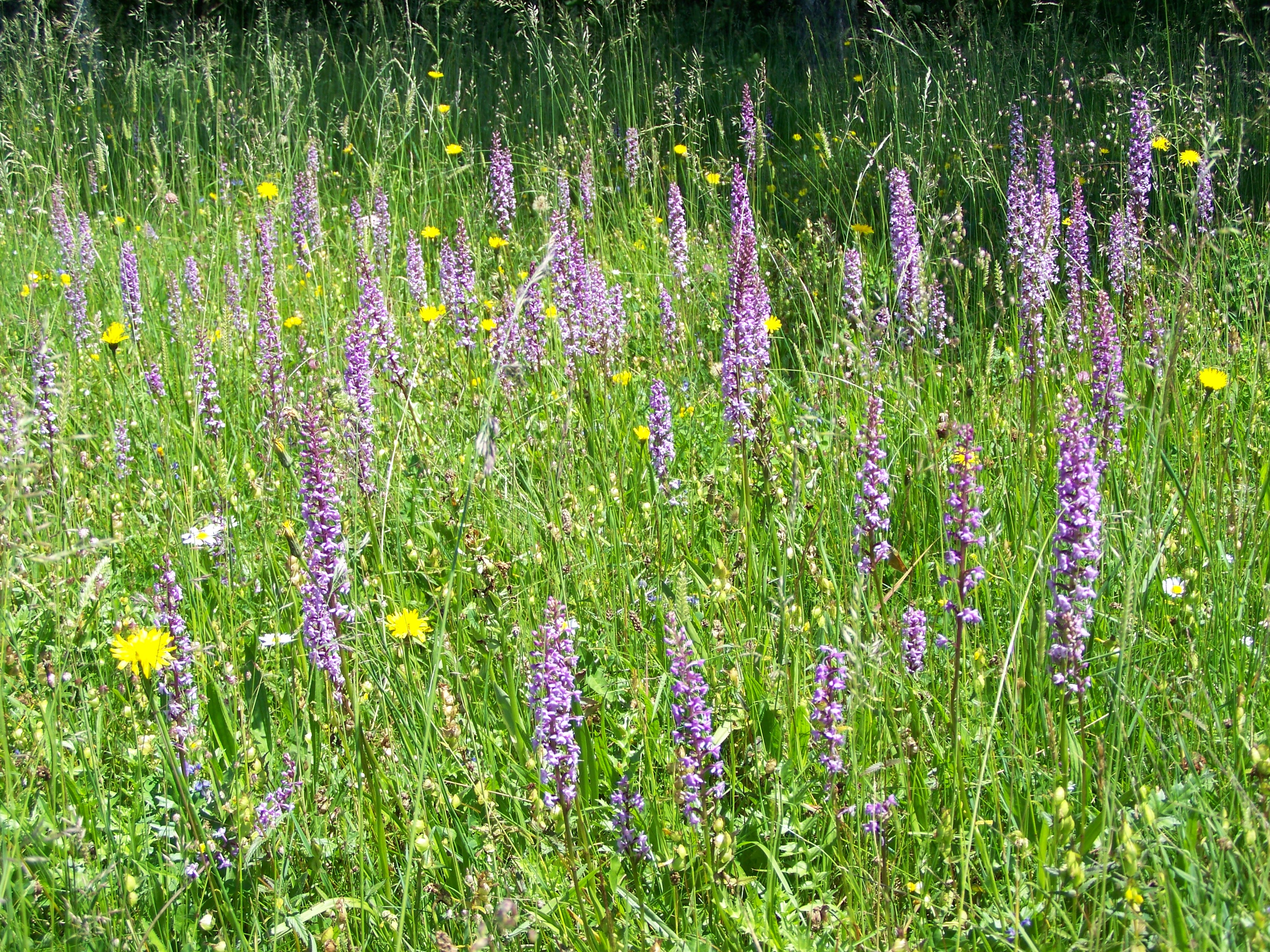
Élőhelyén
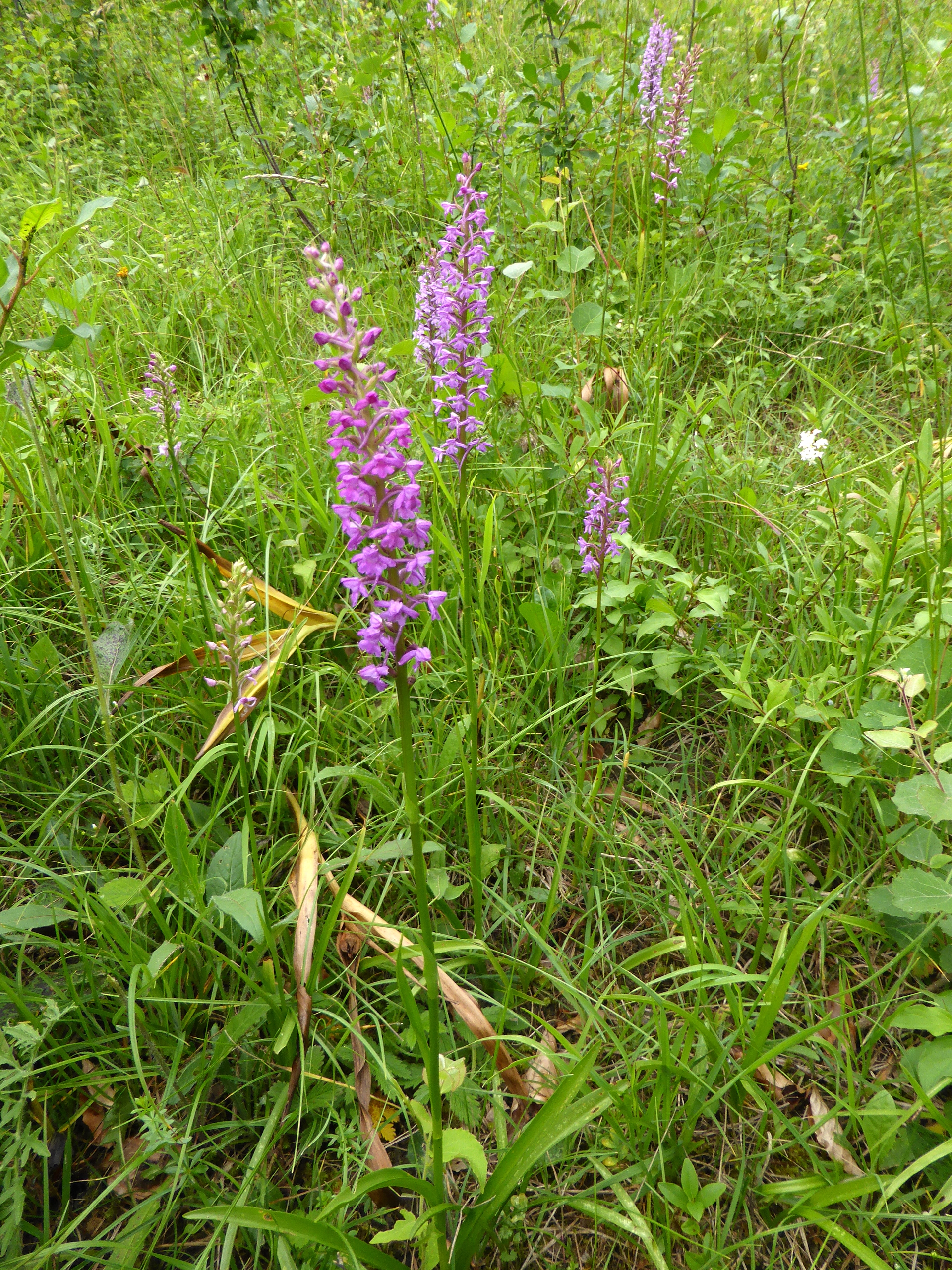
Habitusa
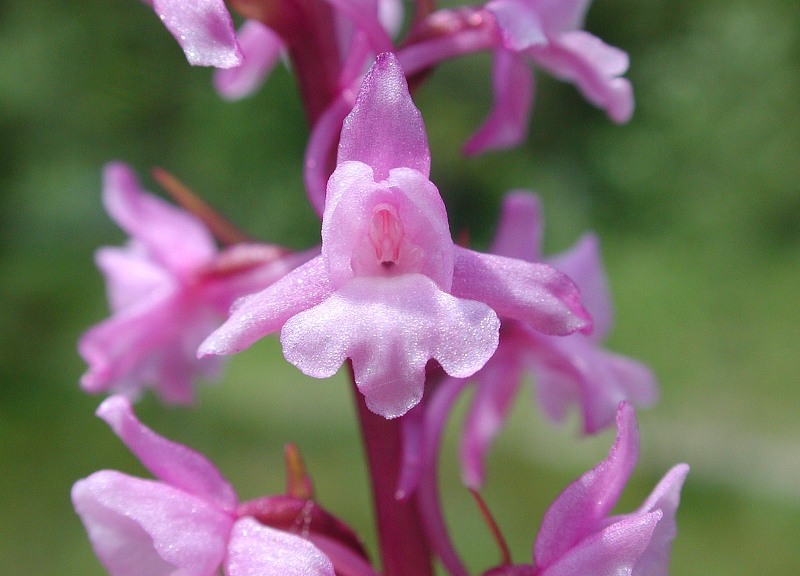
Virága
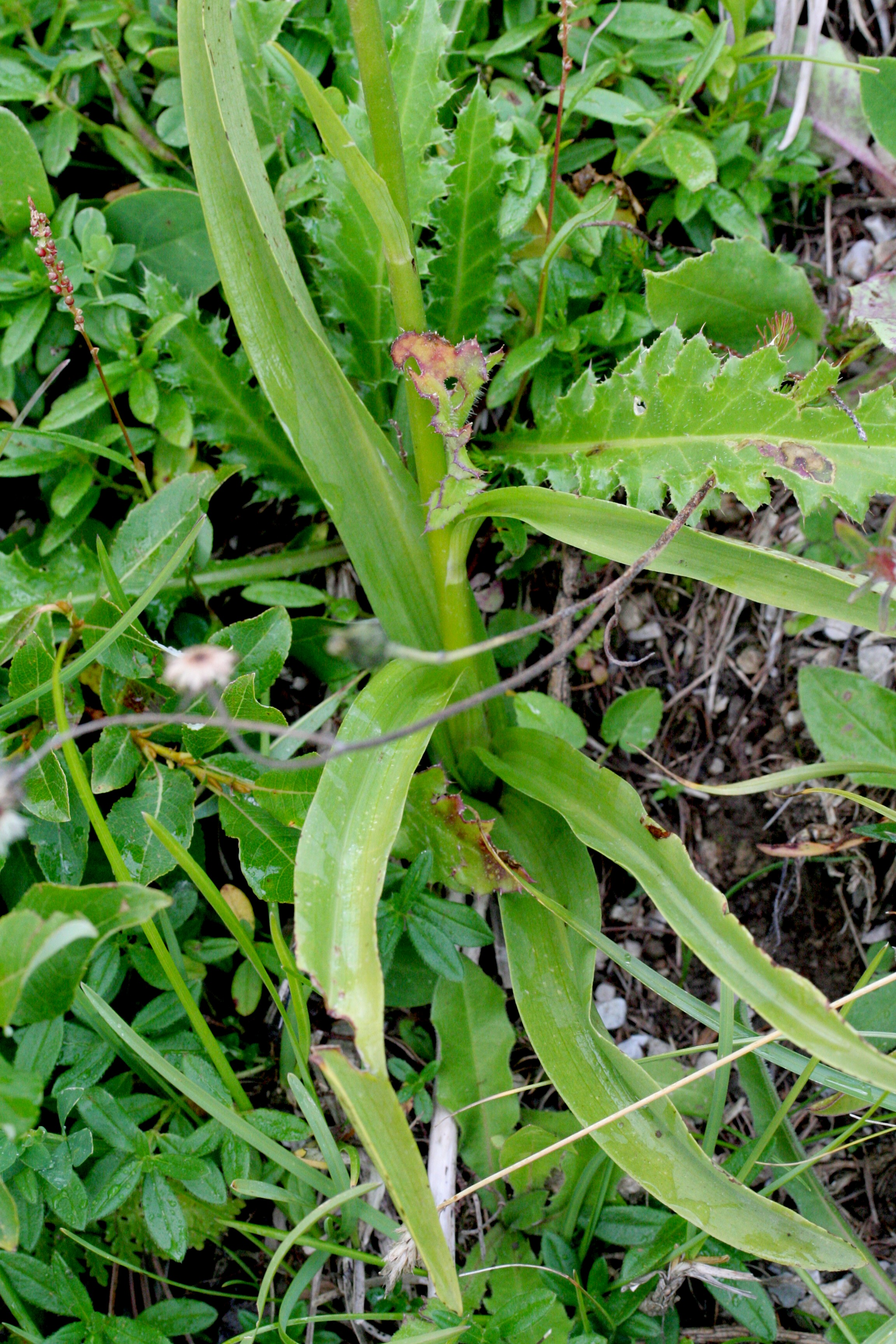
Levelei
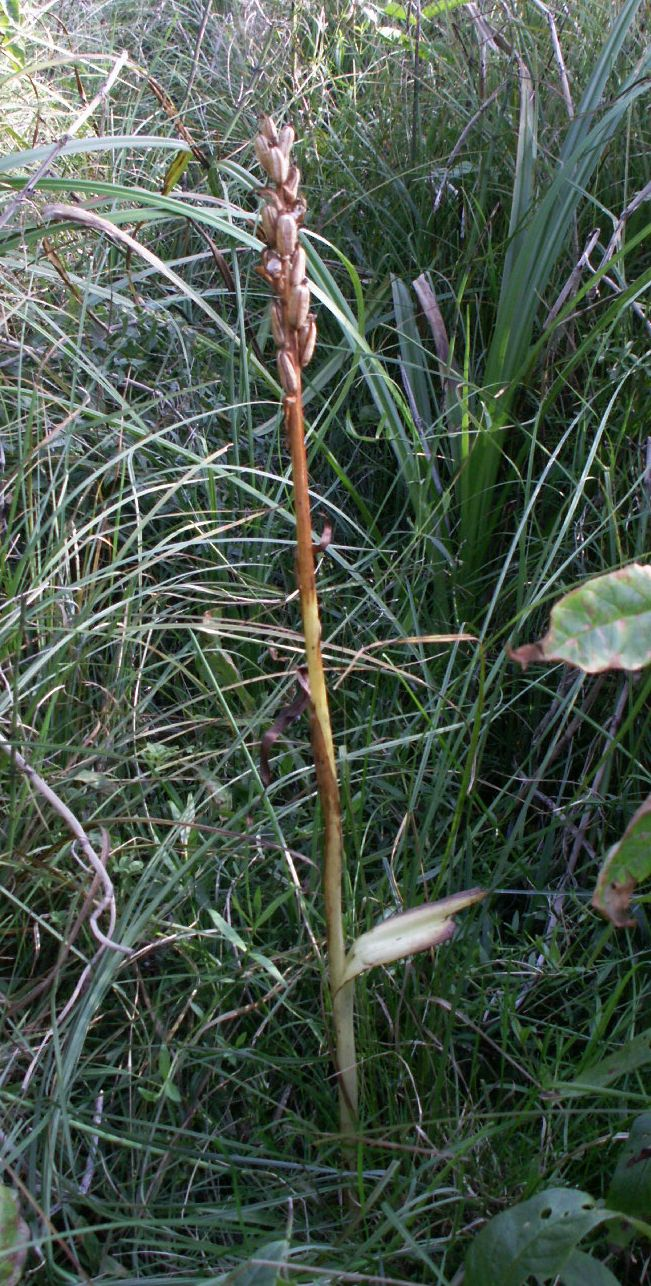
Termése
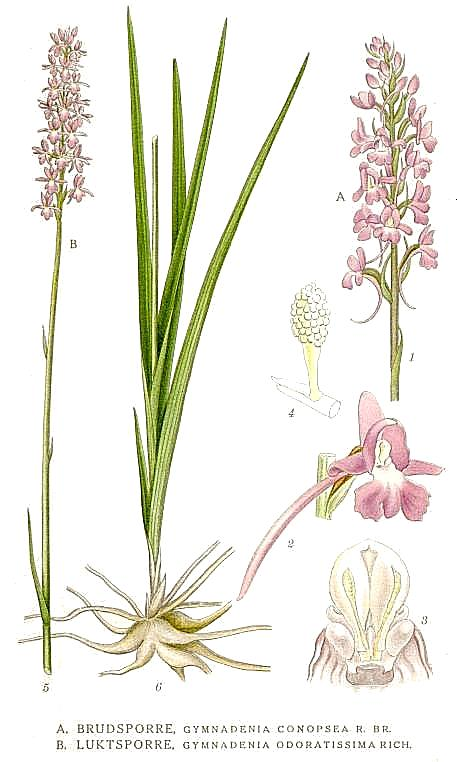
Ábrázolása egy svéd botanikakönyvben (1917-1926)